# خط یوریکامومه

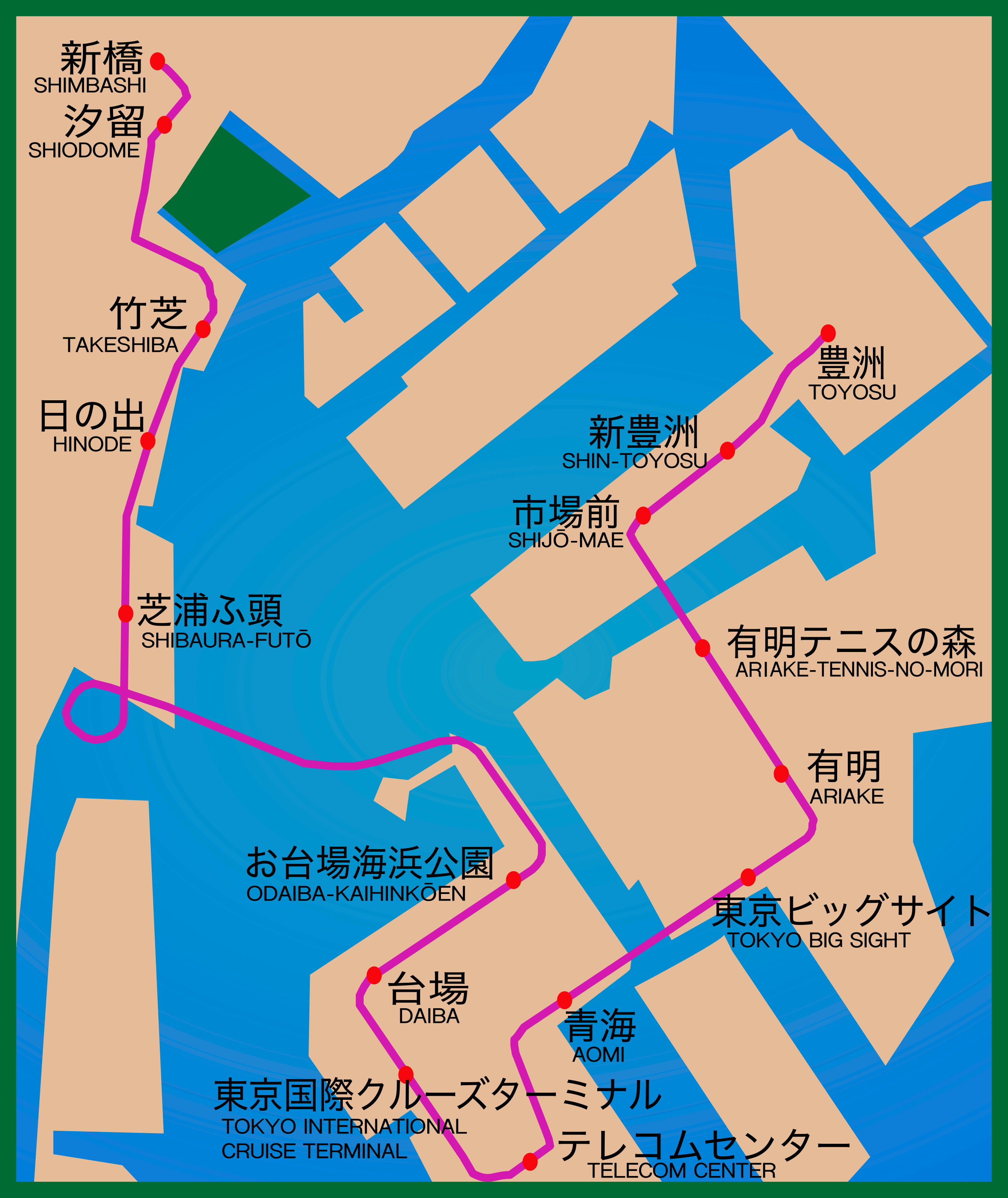
ایستگاه‌های خط یوریکامومه.

خط یوریکامومه (به ژاپنی: ゆりかもめ線 Yurikamome) یا یوریکامومه-توکیورینکائی-شینکوتسو-رینکائی-سن (یوریکامومه اسکلهٔ توکیو-خط حمل و نقل جدید اسکله) یکی از خطوط راه‌آهن شرکت راه‌آهن یوریکامومه در ژاپن می‌باشد. این مسیر بین ایستگاه شینباشی در میناتو و ایستگاه تویوسو در کوتو در توکیو کشیده شده‌است. طول این مسیر ۱۴٬۷ کیلومتر است. قطارهای این خط اتوماتیک حرکت کرده و بدون راننده هستند.

## ایستگاه‌های خط یوریکامومه
| ترتیب | نام ایستگاه           | نام ایستگاه به انگلیسی |
| ----- | --------------------- | ---------------------- |
| U-01  | ایستگاه شین‌باشی       | Shimbashi              |
| U-02  | ایستگاه شیئودومه      | Shiodome               |
| U-03  | تاکه‌شیبا              | Takeshiba              |
| U-04  | هینوده                | Hinode                 |
| U-05  | ایستگاه شیبائورا-فوتو | Shibaura-futō          |
| U-06  | اودایبا-کائیهین-کوئن  | Odaiba-kaihinkōen      |
| U-07  | دایبا                 | Daiba                  |
| U-08  | فونه-نو-کاگاکوکان     | Fune-no-kagakukan      |
| U-09  | تله‌کوم سنتر           | Telecom Center         |
| U-10  | آئومی یا آئومیه       | Aomi                   |
| U-11  | کوکوسائی-تنجیجو-سیمون | Kokusai-tenjijō-seimon |
| U-12  | آری‌آکه                | Ariake                 |
| U-13  | آری‌آکه-تنیس-نو-موری   | Ariake-tennis-no-mori  |
| U-14  | سئیجو-مائه            | Shijō-mae              |
| U-15  | شین-تویوسو            | Shin-toyosu            |
| U-16  | تویوسو                | Toyosu                 |